# متیو کوئیک
متیو کوئیک (انگلیسی: Matthew Quick؛ زادهٔ ۲۳ اکتبر ۱۹۷۳) یک نویسنده اهل ایالات متحده آمریکا است.